# Katedrála svatého Stanislava (Vilnius)
Katedrála svatého Stanislava a svatého Vladislava (litevsky Vilniaus Šv. Stanislovas ir Šv. Vladislovo arkikatedra bazilika; polsky Bazylika archikatedralna św. Stanisława Biskupa i św. Władysława) je římskokatolická katedrála a bazilika minor ve Vilniusu. Nachází se v historické části města na Katedrálním náměstí.

## Dějiny

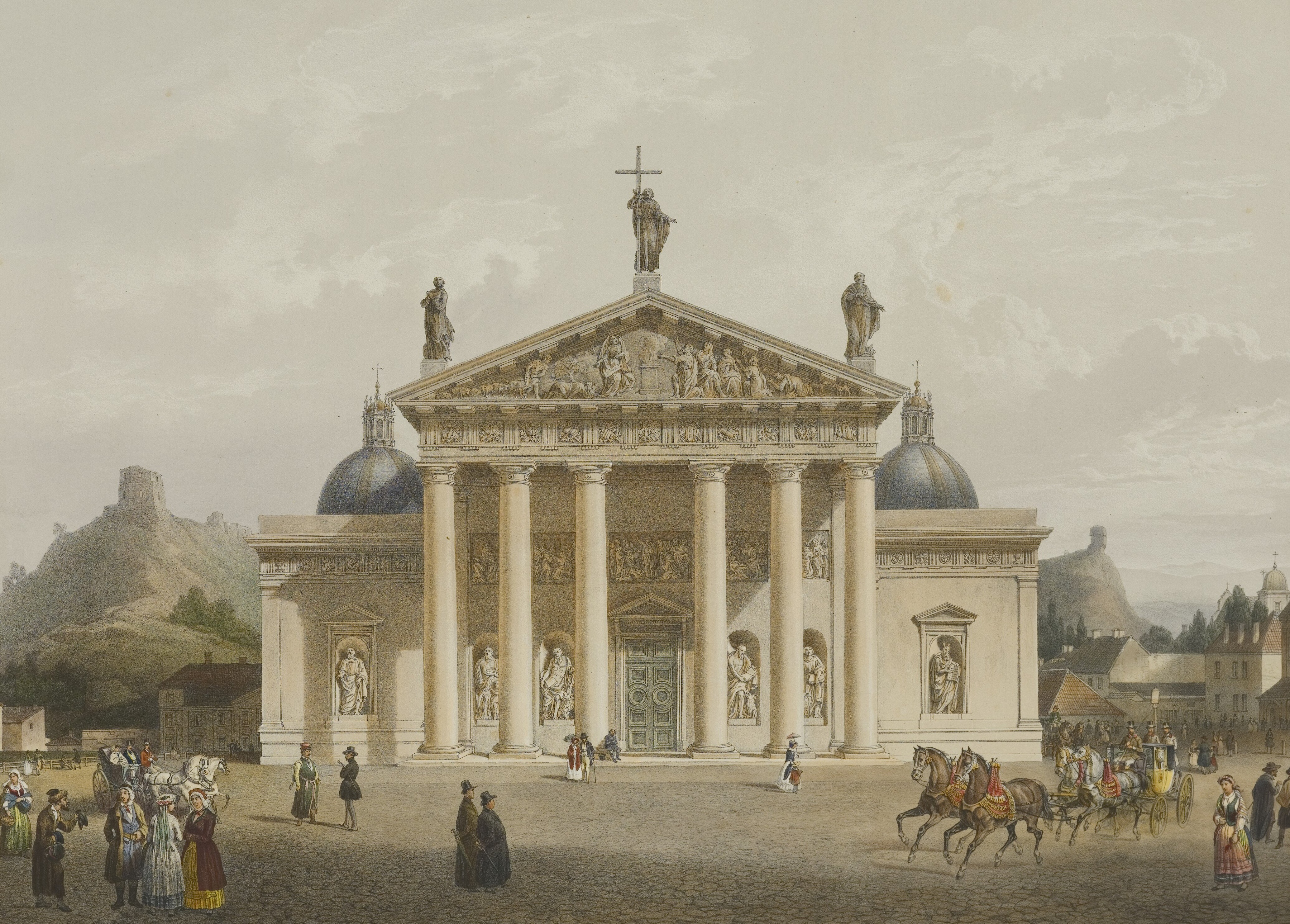
Fasáda katedrály na malbě ruského malíře Vasilije S. Sadovnikova z roku 1847

V 13. století stál na západním úpatí Hradní hory (na výběžku sevřeném korytem řeky Vilija) pravděpodobně katedrální chrám krále Mindaugase. Existuje legenda, podle níž se po smrti Mindaugase v roce 1263 chrám stal pohanským. V pozdější době byla budova zbourána a na jejích základech vznikly 1,4 metru silné gotické pilíře s kostelíkem. Tyto nové architektonické kusy postavil litevský velkokníže Jagello (Jogaila) poté, co bylo na Litvě, jako poslední evropské zemi, v roce 1387 za oficiální náboženství přijato křesťanství. Sloupy byly zasvěceny sv. Trojici, sv. Marii, sv. Stanislavovi a sv. Vladislavovi.
Dřevěný Jogailův chrám, jak se zpočátku tato stavba nazývala, v roce 1419 shořel. Později se ho kníže Vytautas rozhodl znovu postavit. Tehdy už ale jako velký kamenný kostel v gotickém stylu. O nějaký čas ke kostelu přibyla zvonice, dílo litevských architektů.
Po sto letech potřeboval chrám opravu, a proto byl přebudován. V roce 1522 pod vedením architekta Annuse začaly rekonstrukční práce. Chrám byl rekonstruován podle projektu římského architekta Bernarda Zanobiho. V roce 1539 však znovu vyhořel. Po tomto požáru se ho ujal italský architekt Giovanni Zini ze Sieny, který již v roce 1545 nechal zbudovat novou chrámovou klenbu. Architekt měl představu vybudovat chrám ve stylu renesance. S touto myšlenkou ho i v roce 1557 dokončil, avšak roku 1596 byla nutná další přestavba, protože základy a gotické prvky chrámu nebyly dostatečně vypracovány.
V roce 1610 chrám potřetí vyhořel a bylo jej nutné rekonstruovat. Rekonstrukční práce trvaly téměř 20 let. (Z tohoto období pochází i Orloj sv. Kazimíra, do nějž byly v roce 1636 uloženy ostatky sv. Kazimíra, patrona Litvy).
O 29 let později (1639) chrám znovu hořel, byl však brzy opět postaven. V období let 1655–1660 Vilnius obsadili Rusové. Během jejich přítomnosti město a jeho památky chátraly. Ostatky sv. Kazimíra byly odvezeny; v chrámu byly pochovány ostatky žen litevských panovníků Alexandra a Zikmunda Augusta Alžběty a Barbary, které byly zazděny v podzemí katedrály. Historikové předpokládají, že i hrobka knížete Vytautase, která se také nacházela v chrámu, měla stejný osud.
Po skončení válek v roce 1666 se pozůstatky sv. Kazimíra opět vrátily na původní místo a začaly rekonstrukční práce, které se ujal italský architekt Giovanni Salvatori. Chrám tentokrát postavil v barokním stylu. Podle architektonických projektů mistra Glaubice v letech 1752–1754 byly věže chrámu i jeho zvonice zkráceny. Tak vypadal chrám až do roku 1769, dokud se nezhroutila jeho jižní věž.
Díky úsilí biskupa Ignáce Masalskise v roce 1777 začaly rekonstrukční práce podle projektu architekta Laurinase Gucevičiuse. Práce trvaly dvanáct let a z barokního kostela se stal kostel klasicistní. Gucevičius chrám rozšířil a prodloužil, avšak základy a stěny chrámu zůstaly původní. Zachoval i vnitřní výšku chrámu a strukturu jeho stropu. Výchozím bodem pro rekonstrukci chrámu se stal Orloj sv. Kazimíra. Na východní stranu chrámu architekt přistavěl identickou kupoli jako je na západní, avšak s ještě větším rozměrem hodin. Fasádu kostela zvelebil monumentálním portikem. I když se zachovala autentičnost a nedotknutelnost stěn chrámu, Gucevičius takto dosáhl absolutní dokonalosti, symetrie a harmonie budovy klasicistního stylu.
Po jeho smrti práci s několika úpravami dokončil profesor Vilniuské univerzity Mikolas Šulc a v roce 1801 ho biskup Kosakovsky vysvětil.
Střecha chrámu byla nejprve měděná, ale v roce 1917 ji Němci (Vilnius byl v průběhu 1. sv. války okupován) rozebrali a nahradili lepenkou, později cínovou střechou.

## Popis

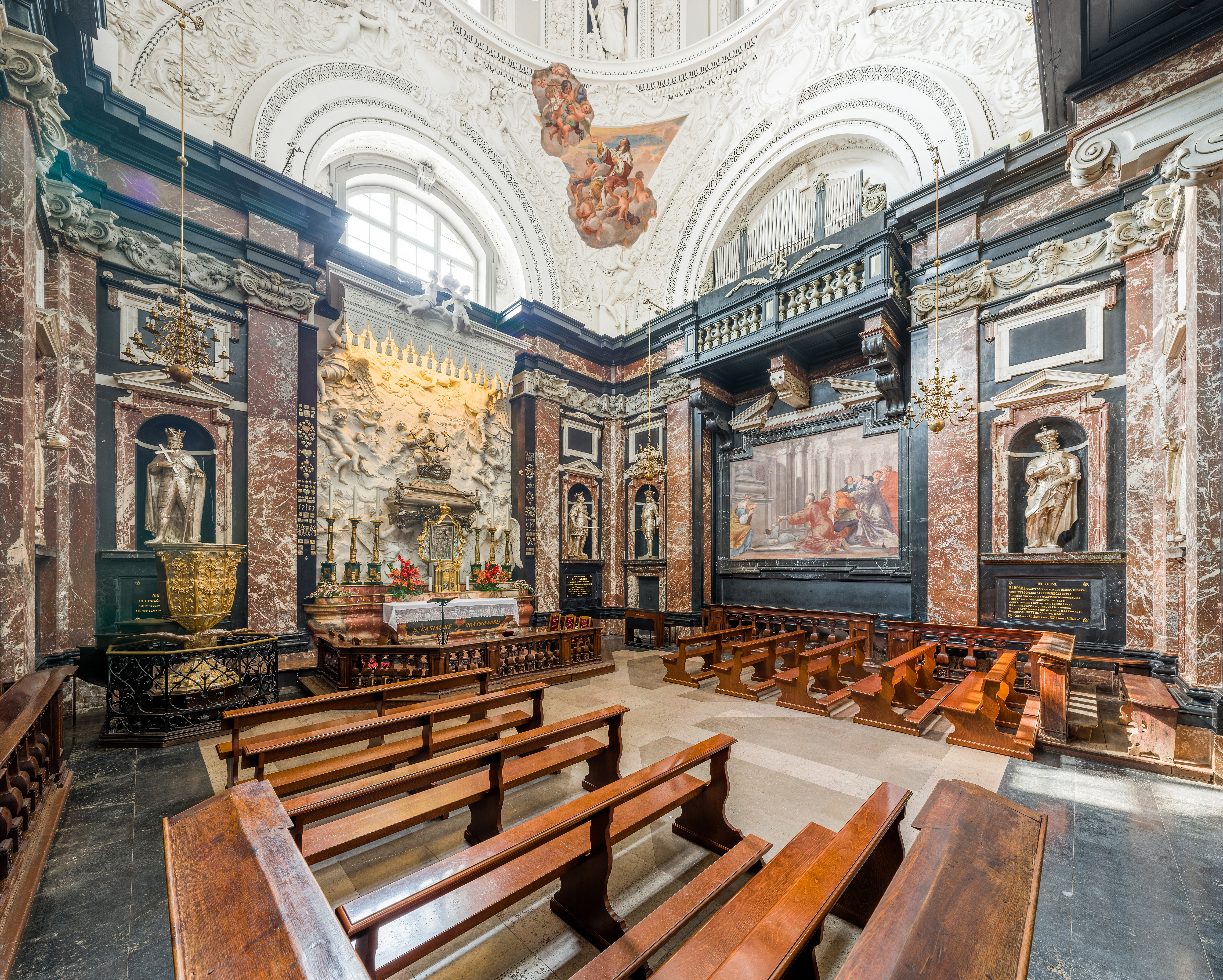
Kaple sv. Kazimíra

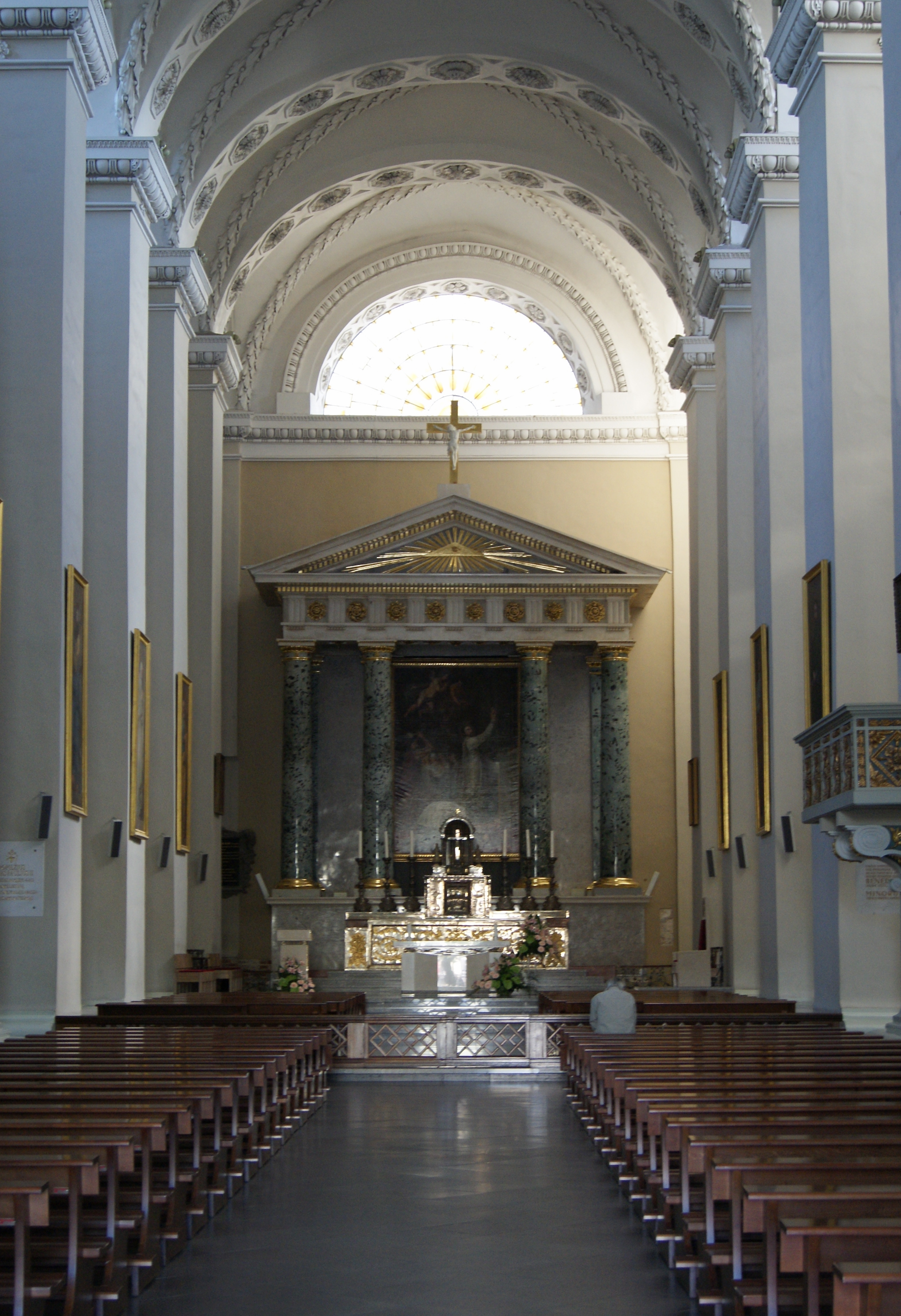
Interiér hlavní lodi katedrály

Po bocích chrámu se nachází šest sloupů postavených v dórském stylu. Pod nimi se na jižní straně nacházejí sochy litevských velkoknížat a na severní straně je to pět soch svatých jezuitského řádu, které sem byly převezeny v roce 1832 z oltáře Kostela sv. Kazimíra. Na vnější stěně Orloje sv. Kazimíra (zvonice) se nachází mramorová deska s latinskými nápisy zdobená bývalým státním znakem.
Portikus katedrálního chrámu je rovněž postaven v dórském stylu. V jeho vrchní části se nachází figurální kompozice italského sochaře Riggia, která vyobrazuje Noeho oběť Hospodinovi. Fasádu dotvářejí dvě sochy Abrahama a Mojžíše, umístěné po stranách průčelí chrámu. Vnitřek zvelebily čtyři menší sochy evangelistů s jejich symboly – Marka s andělem, Matouše se lvem, Lukáše s beránkem a Jana s orlem. Dříve se v těchto místech (nad dveřmi) nacházely výjevy ze života apoštolů. Nad frontonem se nacházejí tři monumentální sochy: sv. Eleny s velkým pozlaceným křížem uprostřed, vlevo sv. Stanislava a vpravo sv. Kazimíra. Tyto sochy jsou díly litevských mistrů Karolise a Kazimíra Elskisových, kteří je vytvořili podle návrhu mistra Smuglevičiuse a podle rozměrů L. Gucevičiuse. Chrám se v takové podobě zachoval dodnes.
Záplavy, které Vilnius postihly v roce 1931, zalily prostory chrámu. Po této události prošel chrám důkladnou rekonstrukcí. Po skončení druhé světové války byla v roce 1949 katedrála uzavřena. O rok později, se souhlasem tehdejšího městského architekta byly zlikvidovány všechny sochy, které zdobily chrám. Majetek chrámu byl rozkraden.[zdroj?] Přibližně 4000 knih bylo prodáno do městského Domu knihy. Pozůstatky sv. Kazimíra byly přeneseny do kostela sv. Petra a Pavla.
V roce 1980 byla cínová střecha opět nahrazena měděnou a na původní místo se vrátily i všechny sochy z fasády chrámu. O rok později prošel rekonstrukcí i interiér. Dnes ho zdobí různé obrazy litevských mistrů. Nachází se v něm i šachta, ve které je umístěno muzeum historie.
V roce 1988 byl chrám navrácen do rukou římskokatolické církve. Dne 5. února 1989 se tak mohl katedrální chrám znovu vysvětit. V témže roce (4. března) byly do chrámu přeneseny ostatky sv. Kazimíra. Tři sochy na průčelí chrámového exteriéru byly vráceny na původní místo v roce 1996. Jejich autorem byl tentokrát mistr Kuzma. Nalevo od oltáře přibyla na stěnu chrámu pamětní tabule Vytautase s jeho portrétem nad ní, přeneseným z kláštera sv. Augustina.